# Безводня
Безводня (укр. Безводня) — село в Соколовской сельской общине Кропивницкого района Кировоградской области Украины.
Население по переписи 2001 года составляло 163 человека. Почтовый индекс — 27655. Телефонный код — 522. Код КОАТУУ — 3522583202.